# Fran Bonifačić
Fran Bonifačić (* 7. Juni 2000) ist ein kroatischer Leichtathlet, der sich auf die Mehrkämpfe spezialisiert hat und auch im Hürdenlauf Erfolge feiert.

## Sportliche Laufbahn
Erste Erfahrungen bei internationalen Meisterschaften sammelte Fran Bonifačić im Jahr 2021, als er bei den U23-Europameisterschaften in Tallinn mit neuem Landesrekord von 7760 Punkten den sechsten Platz im Zehnkampf belegte. 2023 siegte er mit 7677 Punkten bei den Balkan-Meisterschaften in Kraljevo. 
2021 wurde Bonifačić kroatischer Meister im 110-Meter-Hürdenlauf sowie Hallenmeister über 60 m Hürden.

## Persönliche Bestleistungen
- 110 m Hürden: 14,77 s (+0,5 m/s), 5. Juni 2021 in Karlovac
  - 60 m Hürden (Halle): 8,28 s, 27. Februar 2021 in Zagreb
- Zehnkampf: 7760 Punkte, 11. Juli 2021 in Tallinn (kroatischer Rekord)